# Zagoni (gmina Bratunac)
Zagoni (cyr. Загони) – wieś w Bośni i Hercegowinie, w Republice Serbskiej, w gminie Bratunac. W 2013 roku liczyła 305 mieszkańców.